# 长尾缝叶莺
长尾缝叶莺为扇尾鶯科缝叶莺属的鸟类。该物种的模式产地在斯里兰卡。

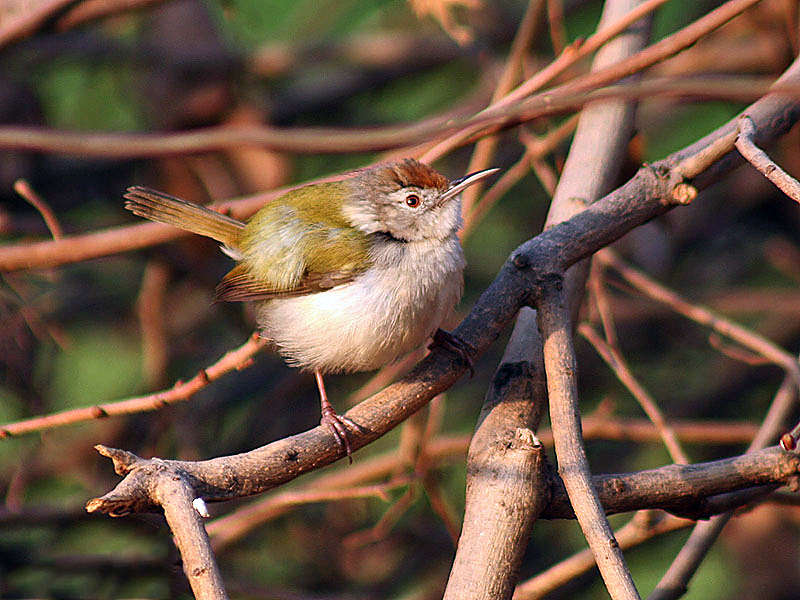
摄於印度哈里亚纳邦法里达巴德Hodal

## 特征
体长约11厘米，尾长约占一半；上体羽毛为橄榄绿色，红褐色头顶；眼睛周围和眉纹为淡黄色，白色喉部；其余大都为暗褐而稍沾有黄色。

## 亚种
- 长尾缝叶莺云南亚种（学名：Orthotomus sutorius inexpectatus）。在中国大陆，分布于云南、西藏等地。该物种的模式产地在云南。[2]
- 长尾缝叶莺华南亚种（学名：Orthotomus sutorius longicaudus）。在中国大陆，分布于贵州、广西、湖南、广东、海南、福建等地。该物种的模式产地在中国。[3]

## 习性

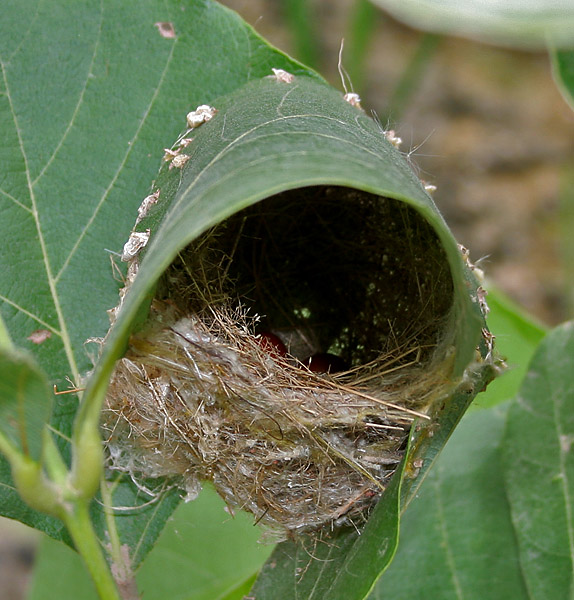
筑巢的长尾缝叶莺，摄於印度海得拉巴

营巢于芭蕉或其他大型叶子上，将叶子卷合，叶缘穿孔，填贯以棉丝，内部填绒羽、苔藓等，形成圆形深筒。

## 外部連結
- 長尾縫葉鶯(Orthotomus sutorius)鳴聲(1) （页面存档备份，存于）香港觀鳥會鳥鳴集
- 長尾縫葉鶯(Orthotomus sutorius)鳴聲(2) （页面存档备份，存于）香港觀鳥會鳥鳴集
- 長尾縫葉鶯(Orthotomus sutorius)鳴聲(3) （页面存档备份，存于）香港觀鳥會鳥鳴集